# Mansour Bahrami
Mansour Bahrami (in persiano منصور بهرامی‎; Arak, 26 aprile 1956) è un ex tennista iraniano naturalizzato francese.

## Carriera

### Esordi e trasferimento in Francia
Fin da giovanissimo frequenta i campi da tennis, inizialmente come raccattapalle a Teheran, dove riesce a osservare alcuni tra i più importanti tennisti della città.
Ha la prima occasione di partecipare a un torneo importante nella Coppa Davis 1974. Grazie alla carenza di giocatori iraniani viene convocato a rappresentare la sua nazione a soli diciotto anni. Partecipa nel settembre dello stesso anno a un match contro l'Inghilterra ma ottiene solo due sconfitte.
Tra il 1976 e il 1978 partecipa ad altri quindici incontri di Coppa Davis ottenendo dieci vittorie e cinque sconfitte ma dalla fine degli anni settanta a causa della rivoluzione islamica il tennis viene visto come uno sport capitalista ed elitario. I campi da tennis vengono tutti chiusi e allora passò i tre anni successivi concentrandosi sul backgammon.
Disperato per la situazione del tennis nel suo paese, decide di trasferirsi in Francia, e grazie al sostegno finanziario di alcuni amici riesce a partecipare a diversi tornei.
Nel singolare non ha mai ottenuto grandi risultati, anche probabilmente in ragione della sua propensione a intrattenere il pubblico facendo spettacolo e usando trucchi, invece di puntare a vincere gli incontri. Nel doppio invece riusciva ad impegnarsi più seriamente per non lasciare in difficoltà il compagno, raggiungendo così la trentunesima posizione del ranking ATP. Insieme al connazionale Éric Winogradsky raggiunse la finale del doppio maschile agli Open di Francia 1989, ma fu sconfitto dalla coppia americana formata da Jim Grabb e Patrick McEnroe in quattro set.

### Senior
Quando nel 1993 venne creato il Champions Tour per i giocatori con più di 35 anni Mansour trovò il suo posto, incominciò a giocare i tornei insieme ai vari Jimmy Connors, Björn Borg e John McEnroe raggiungendo il livello di vera e propria stella. Formò un ottimo team di doppio con Henri Leconte e successivamente con Yannick Noah.
Tra i Senior ha ottenuto come miglior risultato la vittoria dell'ATP Champions Tour giocato a Doha.
Ha sempre adorato intrattenere il pubblico, e si è trovato perfettamente nell’Outback Champions Series, dove l'intrattenimento è la cosa più importante. Continua a viaggiare per 40 settimane l'anno partecipando a tornei d'esibizione, giocando un tennis divertente e al di fuori degli standard. Nel suo repertorio sono presenti passanti e lob da sotto le gambe, il servizio dal basso o il simulare di giocare un punto al rallentatore.
La sua fama nel circuito senior è aumentata a tal punto da farlo invitare in incontri di esibizione all'interno di tornei nei quali in carriera non ha mai potuto giocare, come ad esempio Wimbledon.

## Vita privata
Ha due figli, nati dal suo matrimonio con Frederique, una parigina.

## Statistiche

### Doppio

#### Vittorie (2)
| Legenda                     |
| Grande Slam (0)             |
| Tennis Masters Cup (0)      |
| ATP Masters Series (0)      |
| ATP Championship Series (0) |
| ATP Tour (2)                |

| Titoli per superficie |
| Cemento (0)           |
| Terra rossa (1)       |
| Erba (0)              |
| Sintetico (1)         |

| Numero | Anno | Torneo                                   | Superficie  | Compagno         | Avversari in finale                 | Punteggio |
| 1.     | 1988 | Geneva Open, Ginevra                     | Terra rossa | Tomáš Šmíd       | Gustavo Luza Guillermo Pérez Roldán | 6-4 6-3   |
| 2.     | 1989 | Grand Prix de Tennis de Toulouse, Tolosa | Sintetico   | Éric Winogradsky | Todd Nelson Roger Smith             | 6-2 7-6   |